# Chloreuptychia agathina
Chloreuptychia agathina är en fjärilsart som beskrevs av Gustav Weymer 1911. Chloreuptychia agathina ingår i släktet Chloreuptychia och familjen praktfjärilar. Inga underarter finns listade i Catalogue of Life.